# Matthias Werner Hüser
Matthias Werner Hüser (* 9. August 1756 in Arnsberg; † 2. Dezember 1830 ebenda) war ein kurkölnischer Beamter und Archivar. In dieser Funktion blieb er auch in hessischen und preußischen Diensten. Außerdem war er Verfasser mehrerer historischer Schriften.

## Leben
Hüser besuchte das Gymnasium Laurentianum. Er trat anschließend in den kurkölner Staatsdienst ein und arbeitete unter Maximilian Friedrich von Königsegg-Rothenfels 1772 in Münster und 1773 in der Hauptstadt Bonn in der Regierungskanzlei. Kurze Zeit später wechselte er als Kanzlist zur Regierung des Herzogtums Westfalen in Arnsberg. Dort wurde ihm 1793 die Aufsicht über das kurfürstliche und kurze Zeit später auch das Archiv der Landstände übertragen. Das landständische Archiv wurde von Hüser neu geordnet und ein umfangreiches Realregister angelegt. Im Jahr 1801 wurde er wegen seiner erfolgreichen Tätigkeit als landständischer Archivar angestellt. Nach dem Übergang des Herzogtums an Hessen-Darmstadt 1802 übernahm er auch das Archiv des Klosters Wedinghausen sowie die von anderen aufgehobenen geistlichen Instituten der Region. Die Pflege der Archive wurde zur Hauptaufgabe Hüsers. Diesen Aufgabenbereich behielt er auch nach der Inbesitznahme des Herzogtums durch Preußen 1816. Die neue Regierung entband ihn von anderen Aufgaben und stellte ihn als Archivar an. Die Freistellung von anderen Aufgaben gaben Hüser Zeit sich historischen Studien zuzuwenden. Die meisten seiner Arbeiten außer der Chronik Arnsberg wurden in ihrer Entstehungsphase nicht gedruckt. In der Vergangenheit wurde er wegen der Namensähnlichkeit häufig mit dem Arnsberger Bürgermeister Anton Joseph Maria Hüser verwechselt.

## Schriften
- Bemerkungen über die Titel, Wappen und Siegel der Churfürsten von Köln als Herzogen in Westphalen und Engern, der Grafen von Arnsberg usw. bis auf die heutigen Zeiten.
- Kurze Geschichte der im Herzogthum Westphalen bestellt gewesenen Landmarschalle und nachherigen Landdrosten. Aus Originalurkunden, zur Berichtigung der Angaben von Stangensol, Voigt von Elpse und von Steinen
- Ueber die ältesten deutschen Urkunden; eine Abhandlung welche darthun soll, dass der Herr Verfasser wahrscheinlich die älteste deutsche Urkunde von 1169 besitzt.
- Skize der den Erzbischöfen von Cöln aufgetragenen, geöffneten und schon offen gestandenen Häuser, Burgen und Schlösser mit vielen Urkunden.
- Chronik der Stadt Arnsberg. Arnsberg, 1820